# Borászcímerek
A borászcímerek a hagyományos borvidékeken előforduló jelképek. Általában a bor eredet- és minőségjeleként szolgálnak. Ezek régebben a hordókra és a palackokra helyezett címerábrázolások, de csak a legritkább esetben voltak családi címerek, hanem puszta fantáziacímerek.
A valódi borászcímerek olyan címerek, melyek egy család vagy település, esetleg a borvidék címereként szolgál. Tematikailag olyan címerek tartoznak ide, melyek a szőlőműveléssel függnek össze, mint a szőlőmetsző kés, a szőlőtőke, a szőlőfürt stb.